# انار جوزفسون
انار جوزفسون (انگلیسی: Enar Josefsson؛ ۶ سپتامبر ۱۹۱۶ – ۱۸ دسامبر ۱۹۸۹ (aged 73)) ورزشکار اسکی صحرانوردی اهل سوئد بود.
وی در مسابقات کشوری و بین‌المللی در مجموع برندهٔ ۱ مدال طلا، ۲ مدال نقره، ۱ مدال برنز شده‌است.